# Irwinomyia aurea
Irwinomyia aurea är en tvåvingeart som beskrevs av Jason Gilbert Hayden Londt 1994. Irwinomyia aurea ingår i släktet Irwinomyia och familjen rovflugor.
Artens utbredningsområde är Namibia. Inga underarter finns listade i Catalogue of Life.